# Премия RU.TV 2014
4-я церемония вручения Русской музыкальной премии телеканала RU.TV состоялась 31 мая 2014 года в «Крокус Сити Холле». Ведущими премии были Тимур Родригез, Слава Никитин, Наталия Медведева и Виктория Боня.

## Голосование
Голосование онлайн (с помощью интернета) и sms голосование.

## Выступления
1. ВИА Гра — «Перемирие»
2. Натали и Николай Басков — «Николай»
3. A'Studio — «Папа, мама»
4. Винтаж — «Знак Водолея»
5. Филипп Киркоров — «Троллинг»
6. Потап и Настя Каменских — «Всё пучком»
7. Эмин — «Я лучше всех живу»
8. Нюша — «Только»
9. Дима Билан — «Малыш»
10. Пицца — «Оружие»
11. Вера Брежнева — «Доброе утро»
12. Сергей Лазарев — «В самое сердце»
13. Тимати, L’One и Сергей Мазаев — «GQ»
14. Григорий Лепс и Ани Лорак — «Зеркала»

## Номинации

### Лучший певец
- Дима Билан
- Филипп Киркоров
- Григорий Лепс
- Николай Басков
- Стас Михайлов

### Лучшая певица
- Ёлка
- Ани Лорак
- Нюша
- Слава
- Полина Гагарина

### Лучшая группа
- Quest Pistols
- Дискотека Авария
- Винтаж
- Serebro
- A'Studio

### Лучшая рок-группа
- Би-2
- Градусы
- TOKiO
- Мумий Тролль
- Звери

### Лучший дуэт
- «Зеркала» — Ани Лорак и Григорий Лепс
- «KISSлород» — Владимир Пресняков и Наталья Подольская
- «Не теряй меня» — Валерия и Валерий Меладзе
- «Первая любовь — любовь последняя» — Слава и Ирина Аллегрова
- «Николай» — Николай Басков и Натали

### Лучшая песня
- «Мама, Папа» — А’Студио
- «Малыш» — Дима Билан
- «Оружие» — Пицца
- «В самое сердце» — Сергей Лазарев
- «Расскажи мне, мама» — Слава

### Лучший видеоклип
- «Качели» — Дискотека Авария
- «Николай» — Николай Басков и Натали
- «Всё пучком» — Потап и Настя Каменских
- «GQ» — L’One, Мазаев, Тимати
- «Папа, мама» — А'Студио

### Лучший саундтрек
- «Мокасины» (фильм Остров везения) — The Коля (Коля Серга)
- «Радость моя» — (фильм Любовь в большом городе 3) — Филипп Киркоров
- «Мы верим в любовь» — (фильм Любовь в большом городе 3) — Светлана Тарабарова
- «Счастье ты моё» — (фильм Дневник мамы первоклассника) — Алсу
- «Оттепель» — (фильм Оттепель) — Паулина Андреева(награду получил Константин Меладзе)

### Реальный приход
- «Перемирие» — ВИА Гра
- «Звезды в лужах» — 30.02
- «Женская весна» — Людмила Соколова
- «Кто придумал мир» — Александр Коган
- «Другая я» — Catrine

### Лучший танцевальный клип
- «3G» — A-Dessa
- «Наедине» — Нюша
- «Всё пучком» — Потап и Настя Каменских
- «Угар» — Serebro и DJ MEG
- «Знак водолея» — Винтаж

### Самое сексуальное видео
- «Угар» — Serebro и DJ MEG
- «Между нами кайф» — Анна Седокова
- «Хороший день» — Вера Брежнева
- «Перемирие» — ВИА Гра
- «Танцуй, муза!» — Uma2rman

### Креатив года
- «Родному» — Оксана Север
- «Троллинг» — Филипп Киркоров
- «Разобрали девок» — Ломовой Band
- «Сумка» — Ленинград
- «Я Бальник!» — A-Dessa и Борис Моисеев

### Лучшее концертное шоу
- «Каролина» — Ани Лорак
- «Руки Вверх» — Руки Вверх
- «Гангстер N1» — Григорий Лепс
- «Live» — EMIN
- «SOS Матросу» — Мумий Тролль

### Возвращение года
- «1000 снов» — Непара
- «Танцуй, муза!» — Uma2rman
- «Лучший день» — Иванушки International
- «Жить в твоей голове» — Земфира
- «Любовь в каждом мгновении» — t.A.T.u.

### Лучший R’n’B проект
- «Небо поможет нам» — Макс Корж
- «На край света» — Джиган
- «GQ» — L’One, Мазаев, Тимати
- «Караоке» — Банд'Эрос
- «Ногами, руками» — Бьянка

## Другие номинации

### Артист года
Победитель: Стас Михайлов

### Приз за популяризацию российской культуры за рубежом
Победитель: Serebro

### Фан или Профан
Победитель: Влад Соколовский

### Красиво жить не запретишь
Победитель: Евгения Васильева, «Ни за что»

### Лучший продюсерский центр года
Победитель: ПЦ Михаила Гуцериева

### Приз за вклад в пропаганду российской экономики
Победитель: DJ Smash «Нефть»